# Чемпионат мира по бобслею и скелетону 1983
37-й чемпионат мира по бобслею и скелетону прошёл с 19 по 27 февраля в 1983 году в городе Лейк-Плэсид (штат Нью-Йорк, США) на Олимпийской санно-бобслейной трассе.

## Бобслей

### Соревнование двоек
| Золото                                    | Серебро                             | Бронза                                            |
| Ральф Пихлер, Урс Леузольд (4:01,42 мин.) | Эрих Шерер, Макс Рюгг (+ 1,31 сек.) | Вольфганг Хоппе, Дитмар Шауэрхаммер (+ 2,89 сек.) |

### Соревнование четвёрок
| Золото                                                                       | Серебро                                                                       | Бронза                                                              |
| Эккехард Фассер, Ханс Мёрки, Курт Полетти, Ральф Стриттматтер (3:57,24 мин.) | Клаус Коп, Герхард Оечсле, Гюнтер Неубергер, Ханс-Йохим Шумачер (+ 0,56 сек.) | Детлеф Рихтер, Генри Герлах, Томас Форч, Дитмар Жерке (+ 0,87 сек.) |

## Медальный зачёт
| Место | Страна    | Золото | Серебро | Бронза | Всего |
| ----- | --------- | ------ | ------- | ------ | ----- |
| 1     | Швейцария | 2      | 1       | 0      | 3     |
| 2     | ГДР       | 0      | 0       | 2      | 2     |
| 3     | ФРГ       | 0      | 1       | 0      | 1     |